# Mazouco
Mazouco é uma localidade portuguesa do Município de Freixo de Espada à Cinta que foi sede da extinta Freguesia de Mazouco, freguesia que tinha 18,69 km² de área e 167 habitantes (2011), e, por isso, uma densidade populacional de 8,9 hab/km².
A Freguesia de Mazouco foi extinta em 2013, no âmbito de uma reforma administrativa nacional, para, em conjunto com a Freguesia de Freixo de Espada à Cinta, formar uma nova freguesia denominada União das Freguesias de Freixo de Espada à Cinta e Mazouco com a sede em Freixo de Espada à Cinta.

## Património
- Gravuras rupestres do Mazouco

## População
| População da freguesia de Mazouco | População da freguesia de Mazouco | População da freguesia de Mazouco | População da freguesia de Mazouco | População da freguesia de Mazouco | População da freguesia de Mazouco | População da freguesia de Mazouco | População da freguesia de Mazouco | População da freguesia de Mazouco | População da freguesia de Mazouco | População da freguesia de Mazouco | População da freguesia de Mazouco | População da freguesia de Mazouco | População da freguesia de Mazouco | População da freguesia de Mazouco |
| --------------------------------- | --------------------------------- | --------------------------------- | --------------------------------- | --------------------------------- | --------------------------------- | --------------------------------- | --------------------------------- | --------------------------------- | --------------------------------- | --------------------------------- | --------------------------------- | --------------------------------- | --------------------------------- | --------------------------------- |
| 1864                              | 1878                              | 1890                              | 1900                              | 1911                              | 1920                              | 1930                              | 1940                              | 1950                              | 1960                              | 1970                              | 1981                              | 1991                              | 2001                              | 2011                              |
| 290                               | 384                               | 354                               | 386                               | 434                               | 430                               | 508                               | 520                               | 582                               | 566                               | 391                               | 363                               | 259                               | 206                               | 167                               |